# سورتینو
سورتینو (به ایتالیایی: Sortino) یک کومونه در ایتالیا است که در استان سیراکوز واقع شده‌است.

## خصوصیات
سورتینو ۹۳٫۱۹ کیلومترمربع مساحت و ۸٬۹۵۵ نفر جمعیت دارد و ۴۳۸ متر بالاتر از سطح دریا واقع شده‌است.

## خواهرخوانده
شهر ریداشتات خواهرخواندهٔ سورتینو هست.